# 高田まゆみ
高田 まゆみ（たかだ まゆみ、6月23日 - ）は、日本のローカルタレント。主に北海道テレビ放送（HTB）パーソナリティーとして活動する（FMえどがわのパーソナリティーの高田まゆみとは別人）。

## 人物
北海道出身、北海道武蔵女子短期大学卒業。
『Hit.com』・『Hit.com Night』（HTB）の出演時以外では、HTB社内で番組で紹介する商品などの原稿や台本を書き、放送で使う素材などを準備する業務を担当している。

## 担当番組
- 週刊とくのイチ[4]
- 南平岸・未来道[4]
- Hit.com（1999年 - 2018年、HTB）[1]
- Hit.com Night（ - 2023年、HTB）
- イチ盛り!（2023年4月 - ）[5]
- ドラバラ鈴井の巣 第3回作品 『雅楽戦隊ホワイトストーンズ 〜白き伝説よ永遠に〜』（2002年10月10日 - 12月19日、HTB） - 米川さと 役[6]